# Upplands runinskrifter 361
Upplands runinskrifter 361 är en försvunnen vikingatida runsten som funnits i Gådersta, Skepptuna socken och Sigtuna kommun. Runstenen är cirka 2,75 meter hög och cirka 1,8 meter bred. Stenen har eftersökts men är försvunnen.

## Inskriften
Translitterering av runraden:
[erefast ' atala + auk · stain þaiʀ · litu · rkta staniʀ · at · bihrn ' uk ' hulma ' rita]
Normalisering till runsvenska:
Ærnfastr, Atla(?) ok Stæinn þæiʀ letu retta stæin(?) at Biorn, ok Holma retti.
Översättning till nusvenska:
Ärnfast, Atla(?) och Sten de lät uppresa stenen(?) efter Björn, och Holma uppreste (också).